# مارتین اوبری
مارتین اوبری (به فرانسوی: Martine Aubry) (زادهٔ ۸ اوت ۱۹۵۰ در پاریس با نام مارتین دلور) سیاست‌مدار فرانسوی است. او از اعضای پرسابقه حزب سوسیالیست فرانسه و شهردار لیل است.
اوبری به‌عنوان وزیر کار در دولت‌های سوسیالیست فرانسه نیز شناخته می‌شود. مارتین اوبری در انتخابات حزب سوسیالیست فرانسه برای گزینش دبیرکل جدید، با کسب اکثریت آراء انتخاباتی، رهبری حزب سوسیالیست این کشور را بر عهده گرفت. رقیب اصلی او در این انتخابات سگولن رویال بود.